# Суята
„Суята“ (на хинди: सुजाता) е индийска драма от 1959 година с участието на Нутан Бел, създаден по мотиви от едноименната новела на бенгалския писател Субодх Гхош.

## Сюжет
Една съпружеска двойка от кастата на брахмините, Упен (Тарун Бос) и Чару (Сулочана Раткар) вземат за отглеждане осиротялото момиче от кастата на далитите, Суята (Нутан Бел), съвместно със собствената им дъщеря Рама (Шашикала). Двете момичета израстват заедно като сестри, въпреки че Чару не може да обикне Суята заради по-низшия и произход. Един ден Чару пада по стълбите и се озовава в болницата. Лекарите съобщават на семейството, че за да бъде спасен живота и, трябва да се прелее кръв от рядка кръвна група. Само тази на Суята съвпада и тя с готовност дарява кръв, за да помогне на приемната си майка. Когато Чару се възстановява и разбира кой е спасил живота и, най-накрая осъзнава грешките си и приема Суята като родна дъщеря. Нещата обаче се усложняват когато годеника на Рама, Адхир (Сунил Дат) се влюбва в Суята и възнамерява да се ожени за нея.

## В ролите
- Нутан Бел като Суята
- Сунил Дат като Адхир
- Шашикала като Рама Чаудхари
- Сулочана Раткар като Чару Чаудхари
- Тарун Бос като Упендранат Чаудхари
- Лалита Павар като Гарибала, бабата на Адхир
- Асит Сен като Бхавани Шанкар Шарма
- Сангхви като доктор Санги

## Награди и номинации
- Четири награди Филмфеър от 1960 година: 
за най-добър филм 
за най-добър режисьор на Бимал Рой 
за на-добра женска роля на Нутан Бел 
за най-добър сюжет на Субодх Гхош
- Трето място за най-добър филм на годината от „Националните филмови награди“.
- Номинация за Златна палма за най-добър филм от Международния кинофестивал в Кан, Франция през 1960 година.